# Jules Dervelle
Jules Dervelle (el abate Julio) es el personaje principal, epónimo, de la novela del escritor francés Octave Mirbeau, L'Abbé Jules (El abate Julio), publicada en el año 1888.

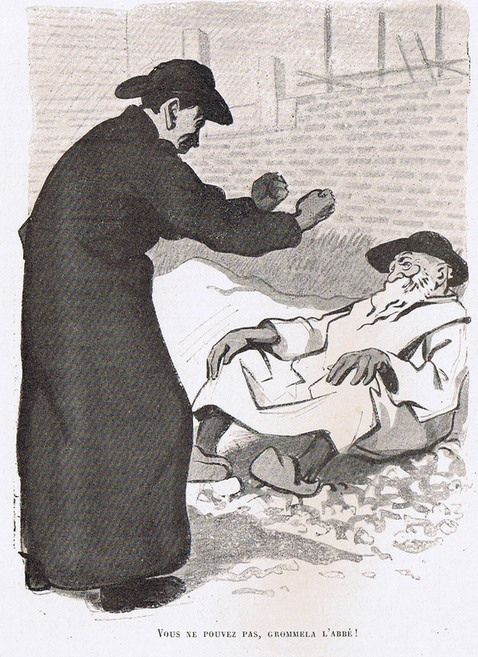
Hermann-Paul : el abate Julio y el padre Pánfilo, 1904

## Un rebelde metafísico
El abate Julio es un hombre histérico, incapaz de controlar sus impulsos. Pero,  sobre todo, es un rebelde, social y metafísico. Su carne frustrada y su espíritu exigente están siempre en rebelión: contra Dios y la terrible condición humana; contra la castidad eclesiástica, la corrupción de la Iglesia católica, la opresión de las leyes y de las sociedades, y la hipocresía de los burgueses. Su manejo es siempre escandaloso y su testamento constituye una provocación y una experimentación, para desmitificar la vocación de los sacerdotes.
A través de su héroe, Octave Mirbeau contribuye a arruinar las ideas de la ley, del sacerdocio, de la patria, de la familia y de la propiedad.

## Comentarios
Para imaginar a su fascinante abate Julio, el novelista a menudo ha recordado a su tío Louis Amable Mirbeau, cura libre, muerto en los brazos de su sobrino en 1867; también a dos personajes históricos muy renombrados: por un lado, el cura Jean Meslier (1664-1729), cuyo Testamento, en parte publicado por Voltaire, era una profesión de ateísmo, de materialismo radical y de irreligión sin concesiones; por otro lado, el abate Verger, (1826-1857), cura exaltado cuyo nombre se cita en la novela y que, asqueado por el nuevo dogma de la Inmaculada Concepción, que él encontraba aberrante, había asesinado en plena misa al arzobispo de París, Marie Dominique Auguste Sibour.
Pero el novelista ha dado también mucho de sí mismo al personaje: su ardor, su desgarramiento, su pasión por los libros, su amor a la naturaleza, sus alternancias de exaltación y depresión, su violencia verbal, su gusto por la mistificación, sus exigencias de absoluto, tienen un marcado sello mirbellano. También el novelista le ha prestado muchas de las ideas que él repite: su concepción trágica de la condición humana y su rebelión metafísica; su moral de inspiración naturalista y rousseauniana; y su rebelión libertaria contra todas las estructuras sociales opresivas, mutiladoras y alienantes, que son la familia, la escuela y la Iglesia.
Sin embargo Octave Mirbeau tiene buen cuidado en no hacer de su personaje un simple portavoz de sus ideas: destaca todas sus contradicciones y sus insuficiencias y también lo presenta en acciones y momentos despreciables (robos, despotismo, intento de violación).